# Court Tomb von Mullaghawny
Das Court Tomb von Mullaghawny liegt im gleichnamigen Townland  (irisch Mullach Thamhnaí) in der Nähe eines niedrigen Bergrückens, in der Seenregion um das Dorf Attymass, am Fuße der Ox Mountains, östlich des Moy im County Mayo in Irland.
Court Tombs gehören zu den megalithischen Kammergräbern (englisch chambered tombs) in Irland und Großbritannien. Sie werden mit etwa 400 Exemplaren größtenteils in Ulster im Norden der Republik Irland und in Nordirland gefunden. Der Begriff Court Tomb wurde 1960 von dem irischen Archäologen Ruaidhrí de Valera eingeführt.

## Beschreibung
Die Längsachse des Court Tombs ist etwa Ost-West-orientiert. Auf der Ostseite liegen die Reste eines Hofes (engl. „court“), der zu einer etwa 5,0 m langen, durch ein Pfostenpaar zweigeteilten Galerie führt. Die beiden Kammern enthalten eine Menge Steinmaterial. Ein eventuell verschobener Deckstein  (2,4 × 1,6 × 0,5 m)  ruht auf einem Kragstein und weiteren kleinen Steinen.
Vom Cairn ist eine beträchtliche Menge erhalten. Sein Rand ist aufgrund des Bewuchses aber schwer erkennbar. Die vorhandene Steinmasse, die sich jenseits des Westendes der Galerie erstreckt, dehnt sich über etwa 10,0 m aus. Unmittelbar hinter der Galerie ist er etwa 9,0 m breit. Da das Feld an der Vorderseite des Court Tombs ausgeräumt wurde und einige große Steine am Rand abgelegt wurden, ist sein östliches Ende nicht genau zu bestimmen.
Die vordere, östliche Kammer ist etwa 2,25 m lang und 2,0 m breit. Der Zugang liegt zwischen etwa 0,6 m hohen Pfosten und ist 0,6 m breit. Auf der Kammernordseite befinden sich zwei 0,25 m hohe Steine. Die gegenüberliegende Kammerseite ist schlecht erkennbar.
Zwei jeweils etwa 0,5 m hohe Steine im Abstand von 0,45 m trennen die beiden Kammern. Ein 1,35 m langer Stein westlich davon kann ein verlagerter Sturz sein.
Die trapezoide westliche Kammer ist 2,65 m lang und im Westen 1,6 m und am Endstein 1,25 m breit. An der Nordseite sind zwei 0,25 m bzw. 0,35 m hohe Seitensteine sichtbar. Über der Kammerseite liegen drei Konsolen nebeneinander. Die östliche, unmittelbar hinter dem segmentierenden Pfosten, ist 0,7 m lang, 0,6 m breit und 0,4 m dick. Die anderen liegen an der östlichen Seite. Sie sind 0,8 m lang und 0,45 m breit. Ihre Dicken betragen 40 und 0,15 cm. Über dem letzten stützt ein weiterer 0,8 m langer, 0,6 m breiter und 0,2 m dicker Kragstein den Deckstein. 
Auf der Südseite der Kammer befinden sich drei unterschiedlich hohe Orthostaten. Darüber liegen zwei hohe Konsolen. Die südlichen Bereiche der Platten sind im Steinhaufen verborgen. Auf dem dritten, 0,7 m hohen Seitenstein ruht ein Boulder von 0,9 × 0,8 × 0,7 m.
Der Endstein am Westende der Galerie ist 0,35 m hoch.